# Winter-Paralympics 1992/Teilnehmer (Liechtenstein)
| stlisierte Goldmedaille | stlisierte Silbermedaille | stlisierte Bronzemedaille |
| ----------------------- | ------------------------- | ------------------------- |
| —                       | —                         | —                         |

Liechtenstein entsendete einen Sportler zu den Paralympischen Winterspielen 1992 in Albertville und nahm damit erstmals an den Paralympischen Winterspielen teil.

## Teilnehmer nach Sportart

### Ski Alpin
Männer:
- Josef Gmeiner